# Gianni Infantino
Gianni Infantino (født 23. marts 1970 i Brig) er en schweizisk-italiensk fodboldleder, der siden 26. februar 2016 har været den 9. præsident for det internationale forbund FIFA. Før var han fra 2009 generalsekretær i UEFA. Infantino har statsborgerskab i både Schweiz og Italien. Infantino var involveret i FIFA's korruptionsskandale i forbindelse med Panama Papers.